# Biofarmacología

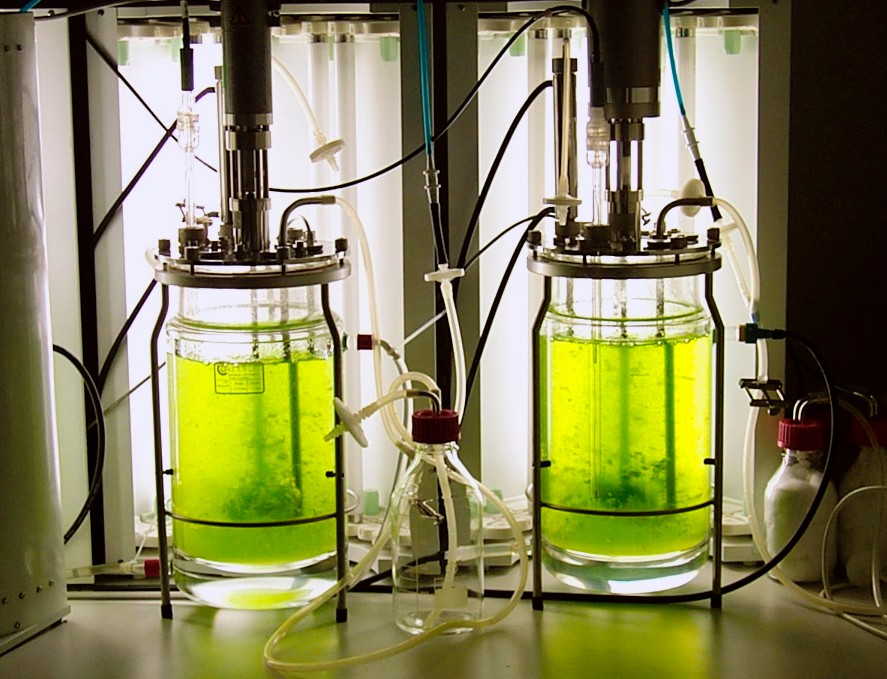
Biorreactor de musgo para la producción de productos biofarmacéuticos.

La biofarmacología o biotecnología farmacéutica es el campo interdisciplinario entre la farmacología y la biotecnología, considerada una ciencia emergente. Consistente en la obtención de fármacos de origen biológico (biofarmacéutica) en biorreactores.
Una gran ventaja de utilizar esta vía de obtención en lugar de la síntesis química es que se evita la racemización del producto, de manera que se obtiene una elevada cantidad de producto más fácilmente purificable de los productos similares y por tanto el proceso consigue aumentar el rendimiento y bajar los costes.
Otra ventaja consiste en la obtención de compuestos que son prácticamente imposibles de obtener por cualquier otra vía como muchas de las proteínas recombinantes.
Esta ciencia contribuye en el desarrollo y diseño de nuevas terapias, investiga la Terapia génica, y la producción de fármacos a través de procesos biotecnológicos como antibióticos; integrando el conocimiento en el mecanismo de enfermedades.
Se puede tomar como una especialidad para farmacéuticos, biotecnólogos, (bio)químicos y biólogos.